# Eamon Farren
Eamon Farren (* 19. Mai 1985 in North Queensland) ist ein australischer Film- und Theaterschauspieler, der mit seiner Rolle in der dritten Staffel von Twin Peaks bekannt wurde.

## Leben und Wirken
Farren wuchs in Gold Coast auf. 2007 beendete er sein Schauspielstudium am National Institute of Dramatic Art in Sydney. 2002 spielte er seine erste Rolle in dem Fernsehfilm The Outsider, im folgenden Jahr war er in zwei Folgen der australischen Fernsehserie Der Sleepover Club zu sehen. 2012 spielte er in Chained von Jennifer Lynch die Rolle des Rabbit als Jugendlicher. 2014 war er im ABC-Fernsehfilm Carlotta zu sehen, für seine schauspielerischen Leistungen in diesem Film wurde er von der Australian Academy of Cinema and Television Arts ausgezeichnet. 2017 spielte er in der Wiederbelebung von Twin Peaks durch Showtime die Rolle Richard Horne. Seit 2019 ist er in The Witcher, produziert für Netflix zu sehen.
Seit 2006 steht Farren in unterschiedlichen Stücken in australischen Theater auf der Bühne, beispielsweise spielte er 2010 die Rolle Ray Dooley im Stück The Beauty Queen Of Leenane der Sydney Theatre Company unter Regie von Cristabel Sved und in Switzerland der STC unter Regie von Sarah Goodes.

## Veröffentlichungen (Auswahl)
Filmografie
- 2002: The Outsider
- 2003: Der Sleepover Club (The Sleepover Club, Fernsehserie, Folgen 1.02 und 1.25)
- 2008–2009: All Saints (Fernsehserie, Folgen 11.12 und 12.21)
- 2010: The Pacific (Fernsehserie, Folge Basilone)
- 2010: Wanderlust (Kurzfilm)
- 2011: Red Dog – Ein Held auf vier Pfoten (Red Dog)
- 2011: X
- 2012: Chained
- 2014: The Killing Field
- 2014: Carlotta
- 2015: Girl Asleep
- 2017: Mohawk
- 2017: Twin Peaks (Fernsehserie, sechs Folgen)
- 2018: Winchester – Das Haus der Verdammten (Winchester)
- 2018: Die Morde des Herrn ABC (The ABC Murders, Fernsehserie, drei Folgen)
- 2019: Lingua Franca
- seit 2019: The Witcher (Fernsehserie, siebzehn Folgen)
- 2023 T.I.M.
- 2024:  Maria
- 2025: Jimpa

Theatrografie
- 2006: Hamlet am NIDA Sydney, unter Regie von Aubrey Mellor
- 2008: The Kid am Griffin Theatre Sydney, unter Regie von Tom Healy
- 2010: The Beauty Queen Of Leenane am Sydney Theatre, unter Regie von Cristabel Sved
- 2012: Babyteeth am Belvoir Street Theatre Sydney, unter Regie von Eamon Flack
- 2013: Romeo & Juliet am Sydney Theatre, unter Regie von Kip Williams
- 2014: Switzerland am Sydney Theatre, unter Regie von Sarah Goodes
- 2016: The Present am Sydney Theatre, unter Regie von John Crowley

## Auszeichnungen
AACTA-Award 2015
- Preisträger in der Kategorie Bester Neben- oder Gastdarsteller in einem Fernsehdrama für Carlotta[3]

Sydney Theatre Awards 2015
- Nominierung in der Kategorie Bester Hauptdarsteller in einer Mainstreamproduktion für Switzerland[4]